# Jeanne Pruett (álbum de 1974)
Jeanne Pruett es el tercer álbum de estudio de la cantautora estadounidense del mismo nombre. Fue publicado en junio de 1974 por el sello discográfico MCA Records.

## Grabación y contenido
Al igual que los dos álbumes anteriores de Pruett, Walter Haynes se encargó de la producción del álbum. Las sesiones de grabación de Jeanne Pruett tuvieron lugar en Bradley's Barn, un estudio ubicado en Mount Juliet, Tennessee. Jeanne Pruett contenía 11 temas. Cuatro de los temas del álbum fueron escritos por la propia Pruett. Entre los temas escritos por ella misma se encontraba una nueva versión de su sencillo de 1971, «Hold on to My Unchanging Love». El lanzamiento del álbum también incluyó canciones escritas por compositores de country establecidos. Esto incluyó a Bobby Braddock y Curly Putman, quienes escribieron la canción «Come to Me». El álbum también incluía una versión de «Lay Down Beside Me» de Don Williams; en años posteriores, la canción se convertiría en un gran éxito para Williams. 

## Promoción
El álbum incluía dos sencillos que se convirtieron en grandes éxitos entre 1973 y 1974. El primero en ser lanzado fue «I'm Your Woman» en agosto de 1973. La canción se convirtió en el segundo gran éxito de Pruett, alcanzando el puesto número 8 en la lista Hot Country Singles. También se convirtió en un gran éxito en la lista canadiense Country Playlist, alcanzando también el número 8. El segundo y último sencillo lanzado fue «You Don't Need to Move a Mountain» en febrero de 1974. Después de diez semanas en la lista Hot Country Singles, alcanzó el número 15 el 25 de mayo. También apareció en la lista canadiense Country Playlist, alcanzando solo el número 34.

## Recepción de la crítica
Un escritor no especificado de la revista Cash Box declaró: “El sentido de sincronización de Jeanne en su entrega vocal le da el acento y la interpretación adecuados a su letra. Su voz es tan dulce como siempre y hay una instrumentación excelente en este LP”. Un escritor no especificado de Record World declaró: “La asombrosa habilidad de Jeanne para interpretar brilla intensamente en esta joya”.

## Lista de canciones
| Lado uno |                                     |                               |          |  |
| N.º      | Título                              | Escritor(es)                  | Duración |  |
| 1.       | «You Don't Need to Move a Mountain» | Jim Rushing Wayland Holyfield | 2:46     |  |
| 2.       | «One More Time»                     | Walter Haynes Jeanne Pruett   | 2:38     |  |
| 3.       | «Oh, So Good»                       | Alan Ross                     | 2:35     |  |
| 4.       | «Lay Down Beside Me»                | Don Williams                  | 2:52     |  |
| 5.       | «I Can't Keep My Hands Off of You»  | Mack Vickery Bobby Borchers   | 2:52     |  |

| Lado dos |                                      |                             |          |  |
| N.º      | Título                               | Escritor(es)                | Duración |  |
| 1.       | «Hold On to My Unchanging Love»      | Pruett                      | 3:03     |  |
| 2.       | «I'm Your Woman»                     | Bob Johnston                | 2:57     |  |
| 3.       | «Hopefully (I'll Be Out of My Mind)» | Pruett                      | 2:58     |  |
| 4.       | «Come to Me»                         | Bobby Braddock Curly Putman | 2:16     |  |
| 5.       | «Nobody's Baby but Mine»             | Jimmie Davis Pruett         | 2:56     |  |
| 6.       | «Everybody Has a Love Story»         | Putnam Haynes               | 2:51     |  |

## Créditos y personal
Créditos adaptados desde las notas de álbum de Jeanne Pruett.
Músicos
- Jeanne Pruett – voz principal y coros
- The Jordanaires – coros
- Millie Kirkham – coros
- Winnie Breast – coros
- Dorothy Deleonibus – coros
- Laverna Moore – coros
- Ernest West – coros
- Harold Bradley – guitarra
- David Briggs – piano
- Ray Edenton – guitarra
- Lloyd Green – steel guitar
- Buddy Harman – batería
- Mike Leech – bajo eléctrico
- Kenny Malone – batería
- Bob Moore – bajo eléctrico
- Hargus “Pig” Robbins – piano
- Troy Seals – guitarra
- Jerry Smith – piano
- Pete Wade – guitarra
- Reggie Young – guitarra
- Grady Martin – guitarra

Personal técnico
- Walter Haynes – productor
- Bobby Bradley – ingeniero de audio
- Joe Mills – ingeniero de audio, mezclas
- Darrell Johnson – masterización
- Jeanne Pruett – notas de álbum
- Dan Quest and Associates – fotografía